# تأمین آسایش او
تأمین آسایش او (انگلیسی: Making It Pleasant for Him) یک فیلم کوتاه کمدی آمریکایی است که در سال ۱۹۰۹ منتشر شد. از بازیگران این فیلم می‌توان به راسکو آرباکل اشاره کرد.